# 冨山雄一
冨山 雄一（とみやま ゆういち、1982年1月28日 - ）は、ニッポン放送のプロデューサー、元ディレクター。妻は武蔵野大学の広報職員で、元ニッポン放送のスポーツ部ディレクター、報道部記者の館野美欧。

## 来歴
東京都墨田区出身。2004年3月、法政大学法学部法律学科卒業後の同年4月、日本放送協会 (NHK) に入局。新人研修後にNHKラジオセンターに配属され、ディレクターとして報道番組やバラエティ番組を制作。2006年8月人事にて新潟放送局へ異動・転勤し、テレビ番組の制作スタッフになる。しかし『オールナイトニッポン』に関わりたい気持ちを抑えきれず、2007年1月末付でNHKを退職し、同年2月1日付でニッポン放送に入社した。
編成局制作部にて、主に『あなたとハッピー!』『上柳昌彦 ごごばん!』など平日午前や午後のワイド番組であるバラエティ番組のディレクションを担当。2007年6月に開始した「オールナイトニッポン40周年プロジェクト」に加わる。2013年11月付人事にて、同局の子会社であるラジオ番組制作会社エル・ファクトリー第一制作部へ出向。
2016年7月付人事にてニッポン放送に復帰。エンターテイメント開発部の主任になり、ディレクター業から離れた。2017年、「ネクストビジネス戦略委員会オールナイトニッポン50周年プロジェクト」に加わり、50周年に因んだ50個の企画を発信した。
2018年4月付人事にて編成局編成部へ異動し、『オールナイトニッポン』番組プロデューサーに就任する。同年5月、放送人の会主催の「放送人グランプリ2018」で準グランプリを受賞。
小栗旬らからは「トミー」と呼ばれるが、『坂崎幸之助と吉田拓郎のオールナイトニッポンGOLD』内ではいつのまにか「奴（やっこ）」と称されるようになった。2025年6月の人事異動でメディアプロデュース部へ転属となり、編成、制作の現場から外れた。

## 出演番組

### テレビ
- 直撃!シンソウ坂上[13]（フジテレビ） - 2018年11月1日 - サンドウィッチマンの特番編成経緯インタビュー

## 制作番組

### 過去

#### NHK時代

##### ラジオ
- NHKジャーナル（ディレクター）
- 土曜の夜はケータイ短歌（ディレクター）

#### ニッポン放送転籍以後
- ポルノグラフィティ岡野昭仁のオールナイトニッポン
- オールナイトニッポン 有楽町音楽室
- BEAT CRUSADERS ヒダカトオルのオールナイトニッポン
- 小栗旬のオールナイトニッポン
- 坂崎幸之助と吉田拓郎のオールナイトニッポンGOLD
- 宇野常寛のオールナイトニッポン0(ZERO)
- 東貴博のヤンピース
- KAT-TUNスタイル[14]
- 上柳昌彦 ごごばん!
- テリー伊藤 サンデーのってけラジオ
- 垣花正のあなたとハッピー!
- オールナイトニッポンサンデー[15]
- 第39回 ラジオ・チャリティー・ミュージックソン - 2013年12月24、25日
- 吉田拓郎 僕のラジオ - 2014年6月15日、2015年4月20日
- オリエンタルラジオのオールナイトニッポンGOLD - 2012年8月24日
- スキマスイッチのオールナイトニッポンGOLD - 2012年8月31日、2013年8月2日
- 土曜の夜はケータイ短歌[16][17][18]
- 朝井リョウ&加藤千恵のオールナイトニッポン0(ZERO)（初回から3ヶ月ほど、ADとして担当）
- 土田晃之 日曜のへそ
- AKB48のオールナイトニッポン - 2014年4月 - 2016年7月※一時離脱時期あり
- 三代目 J Soul Brothers 山下健二郎のオールナイトニッポン - 2015年7月 - 2016年7月
- オールナイトニッポンサタデースペシャル 大倉くんと高橋くん -  - 2016年7月
- 星野源のオールナイトニッポン - 2016年3月28日 - 2016年7月
- 欅坂46 こちら有楽町星空放送局 - 2016年4月1日 - 2016年7月

## イベントプロデューサー
- 岡村隆史のオールナイトニッポン歌謡祭in横浜アリーナ（2016年-）

## 関連人物
- 吉田拓郎
- 坂崎幸之助
- 小栗旬
- 宇野常寛
- 上柳昌彦
- 大和田新